# Талес Сердейра
Талес Сердейра (порт. Tales Cerdeira, 21 січня 1987) — бразильський плавець.
Учасник Олімпійських Ігор 2012, 2016 років.
Призер Південноамериканських ігор 2014 року.